# Thác Mây Treo
Thác Mây Treo là thác trên dòng khe Đương ở vùng giáp ranh xã Hòa Bắc và Hòa Ninh huyện Hòa Vang thành phố Đà Nẵng, Việt Nam.
Thác Mây Treo ở cách trung tâm Đà Nẵng cỡ 25 km đường thẳng hướng tây tây bắc. Tuy nhiên để tiếp cận thác cần đi theo Đường tỉnh 601 lên xã Hòa Bắc. Đi theo ĐT601 cỡ 21 km, tới gần chân đèo Mũi Trâu 16°07′16″B 107°57′00″Đ / 16,12104°B 107,949917°Đ, nay đã đào thành hầm đường bộ Mũi Trâu, thì có đường phục vụ du lịch lên thác.
Rừng dọc đường tỉnh 601 được quảng cáo là "rừng nguyên sinh", song trên thực tế đang bị tàn phá nghiêm trọng .